# Sugar City (Colorado)
Sugar City è un centro abitato (town) degli Stati Uniti d'America, situato nella contea di Crowley dello Stato del Colorado. Nel censimento del 2000 la popolazione era di 279 abitanti.

## Geografia fisica
Secondo i rilevamenti dell'United States Census Bureau, Sugar City si estende su una superficie di 1,0 km².